# Michael Woods (polityk)
Michael Woods, irl. Mícheál Ó hUadhaigh (ur. 8 grudnia 1935 w Bray) – irlandzki polityk, działacz Fianna Fáil, parlamentarzysta, wielokrotny minister w różnych resortach.

## Życiorys
Kształcił się w szkole prowadzonej przez Kongregację Braci w Chrystusie, następnie na University College Dublin (gdzie uzyskał magisterium i doktorat) oraz w Harvard Business School. Pracował w branży marketingowej.
Zaangażował się w działalność polityczną w ramach Fianna Fáil. W 1977 po raz pierwszy wybrany do Dáil Éireann. Mandat utrzymywał w wyborach w 1981, lutym 1982, listopadzie 1982, 1987, 1989, 1992, 1997, 2002 i 2007, zasiadając w niższej izbie irlandzkiego parlamentu przez dziesięć kadencji do 2011.
Od lipca do grudnia 1979 pełnił funkcję ministra stanu (niewchodzącego w skład gabinetu) przy premierze oraz w departamencie obrony. W randze ministra wchodził natomiast w skład rządów, którymi kierowali Charles Haughey, Albert Reynolds i Bertie Ahern. Od grudnia 1979 do czerwca 1981 był ministrem zdrowia i zabezpieczenia społecznego, ponownie zajmował to stanowisko od marca do grudnia 1982. Od marca 1987 do listopada 1991 sprawował urząd ministra zabezpieczenia społecznego. Następnie do lutego 1992 był ministrem rolnictwa, po czym do stycznia 1993 wykonywał obowiązki ministra gospodarki morskiej. W styczniu 1993 powrócił na funkcję ministra zabezpieczenia społecznego, pełnił ją do grudnia 1994, od listopada 1994 odpowiadając ponownie także za ministerstwo zdrowia. W czerwcu 1997 został ministrem gospodarki morskiej (od lipca 1997 również zasobów naturalnych). W styczniu 2000 przeszedł na stanowisko ministra edukacji i nauki, które zajmował do czerwca 2002.